# パルサー

パルサーが自転により周期的に発光する原理

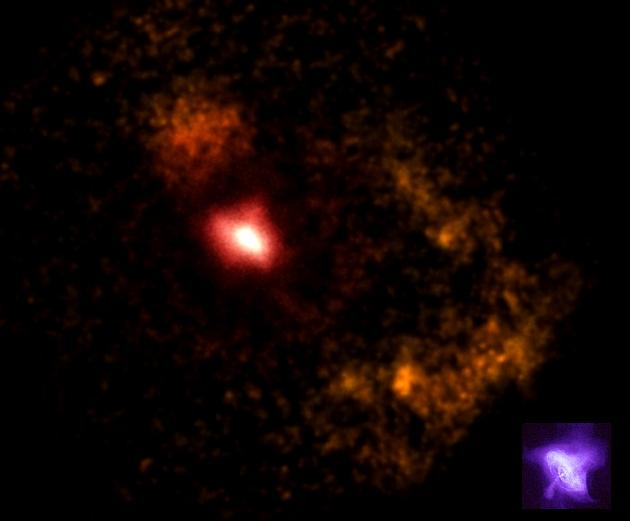
パルサー PSR B0540-69

パルサー（英: pulsar）は、パルス状の可視光線、電波、X線を発生する天体の総称。

## 概要
1967年にジョスリン・ベルによって発見された（指導教官アントニー・ヒューイッシュ）。
超新星爆発後に残った中性子星がパルサーの正体であると考えられており、現在は約1600個確認されている。
パルスの間隔は数ミリ秒から数秒が多いが、まれに5秒を超えるパルスを発するパルサーも存在する。その周期は極めて安定している。極めて安定した発光間隔を持っているため、灯台に準え宇宙の灯台などの異名がある。NASAのパイオニア惑星探査機に積まれていた金属板には、銀河系内での地球の位置を表すために、地球から見た14個のパルサーの方向とパルスの周期が書かれている。
ベルが発見した当初、電波の周期が自然由来のものとは思えないほど規則的だったため、ヒューイッシュは、地球外知的生命体による人為的な信号ではないかとも考え、電波源には「緑の小人 (Little Green Man)」を意味する LGM-1 の名を与えた。後にこのパルサーは CP 1919 と名づけられ、現在では PSR B1919+21 と命名されている。ヒューイッシュはベルの指導教官という立場によって1974年のノーベル物理学賞を受賞した。
CP 1919 は電波を放射しているが、X線やガンマ線を放射するパルサーも見つかっている。現在では、放射のエネルギー源によっておよそ3種類のパルサーに分類されている。
- 自転のエネルギーによるパルサー。星が回転のエネルギーを失うことで放射のエネルギーをまかなっている。
- X線パルサー。多くは近接連星系をなしており、片方の星からもう片方のコンパクトな星に向かってガスが降着することで、ガスの重力エネルギーが解放されてX線を放射する。
- マグネター。極端に強い磁場を持ち、そのエネルギーが放射の源となっている。

上記の3種類全てで、パルサーの本体は中性子星であるが、観測される現象や現象の元にある物理過程は大きく異なっている。しかしこれらの間には相互につながりがある。例えば、X線パルサーはかつては自転エネルギーで駆動するパルサーだったものが、その回転エネルギーをほとんど失った後、連星系の相手の星が膨張して物質の降着が始まり、再び観測されるようになったものであると考えられている。また、このような中性子星への物質の降着が起こると、それに伴って角運動量が中性子星に与えられるため、再び自転エネルギーを得てミリ秒パルサーとして復活するという過程も考えられる。

## 命名
初期には、CP 1919のように、天文台を表すアルファベット1文字とパルサーを表すPと、赤経の度・分を表す2桁ずつの数字が使われた。天文台を表すアルファベットの意味は次のとおり。
- A = アレシボ天文台
- C = ケンブリッジ
- H = ハーヴァード天文台
- J = ジョドレル・バンク
- M = モロンゴ天文台
- N = NRAO
- O = ウーティ電波望遠鏡
- P = プシーチノ

次に、PSR 1919+21のように、略号にはパルサーを表すPSRを使い、赤経の後には、赤緯の度を表す2桁の符号付き数字を続けた。2つのパルサーの位置が接近しているときは、必要に応じ、赤緯の小数点以下第1桁を加えたり、アルファベットを付け加えたりした。
1993年、パルサーの命名にもJ2000.0を使うようになった。それまで使われていたパルサーの名前はB1950.0を使っていたため、PSR B1919+21のようにBを明記するようになった。J2000.0を使う場合は、それまでの書式に、赤緯の分を表す2桁の数字を続け、PSR J1921+2153のようにする（座標系が変わったので赤経が少し変わっている）。1993年までに発見されたパルサーはB1950.0を使った名前とJ2000.0を使った名前の両方を持つが、1993年以降に発見されたパルサーはJ2000.0を使った名前しか持たない。

## 主なパルサー
- 最初の電波パルサー CP 1919（現在では PSR B1919+21 と名づけられている）。パルス周期 1.3373 秒、パルス幅 0.04 秒。1967年に発見された (Nature 217,709-713,1968)。
- 最初の連星パルサー PSR B1913+16。連星の自転周期とパルスの放射周期を精密に観測することによって、一般相対性理論が予言している重力波の存在を間接的に証明する材料となった。
- 最初のミリ秒パルサー PSR B1937+21[2]。
- 最初のX線パルサー ケンタウルス座X-3。
- 最初のX線ミリ秒パルサー SAX J1808.4-3658。
- 最初の惑星系を持つパルサー PSR B1257+12。
- 最初のパルサー同士の連星系 PSR J0737-3039。
- 2004年12月27日に銀河系で記録に残る過去最大の爆発を起こしたマグネター SGR 1806-20。